# Долањски Јарак
Долањски Јарак је насељено место у Републици Хрватској у Загребачкој жупанији. Административно је у саставу града Јастребарског. Простире се на површини од 0,43 km²

## Становништво
Према задњем попису становништва из 2001. године у насељу Долањски Јарак су живела 44 становника у 9 породичних и 6 самачких домаћинстава. Густина насељености је 102,33 становника на km²
Кретање броја становника по пописима 1857—2001.
| година пописа  | 1857. | 1869. | 1880. | 1890. | 1900. | 1910. | 1921. | 1931. | 1948. | 1953. | 1961. | 1971. | 1981. | 1991. | 2001. |
| бр. становника | 60    | 64    | 70    | 72    | 74    | 84    | 80    | 71    | 80    | 81    | 83    | 75    | 63    | 59    | 44    |